# Eusaproecius laticeps
Eusaproecius laticeps là một loài bọ cánh cứng trong họ Bọ hung (Scarabaeidae).